# Sixth Dimension
Sixth Dimension är det brittiska power metal-bandet Power Quests sjätte och sista studioalbum. Det släpptes i oktober 2017 av skivbolaget Inner Wound Recordings.
Skivan gästades bland andra av Anette Olzon (ex-Nightwish) och Lars Rettkowitz (Freedom Call) och föregicks av singlarna "Kings and Glory" och "Lords of Tomorrow". Till den senare spelade man även in en video.

## Låtlista
1. "Lords of Tomorrow" – 5:20
2. "Starlight City" – 5:51
3. "Kings and Glory" – 5:45
4. "Face the Raven" – 5:24
5. "No More Heroes" – 4:39
6. "Revolution Fighters" – 6:35
7. "Pray for the Day" – 5:57
8. "Coming Home" – 4:45
9. "The Sixth Dimension" – 8:41

Bonusspår på japanska utgåvan
1. "Far Away 2017" – 4:56

## Medverkande
Musiker
- Ashley Edison – sång
- Glyn Williams – gitarr
- Andrew Kopczyk - gitarr
- Paul Finnie – basgitarr
- Steve Williams – keyboard
- Rich Smith – trummor

Bidragande musiker
- Anette Olzon - sång
- Andrea Martongelli - gitarr
- Lars Rettkowitz - gitarr
- Andy Whittle - körsång
- Dominic Feargrieve - körsång
- Johny Giner - körsång
- Pippa Sztencel - körsång

Produktion
- Alessio Garavello – inspelningstekniker
- Steve Williams – mixning
- Jens Bogren – mastering
- Chris Meany - foto
- Matthew Edison - foto
- Felipe Machado Franco - albumkonst